# Grève des midinettes de 1937

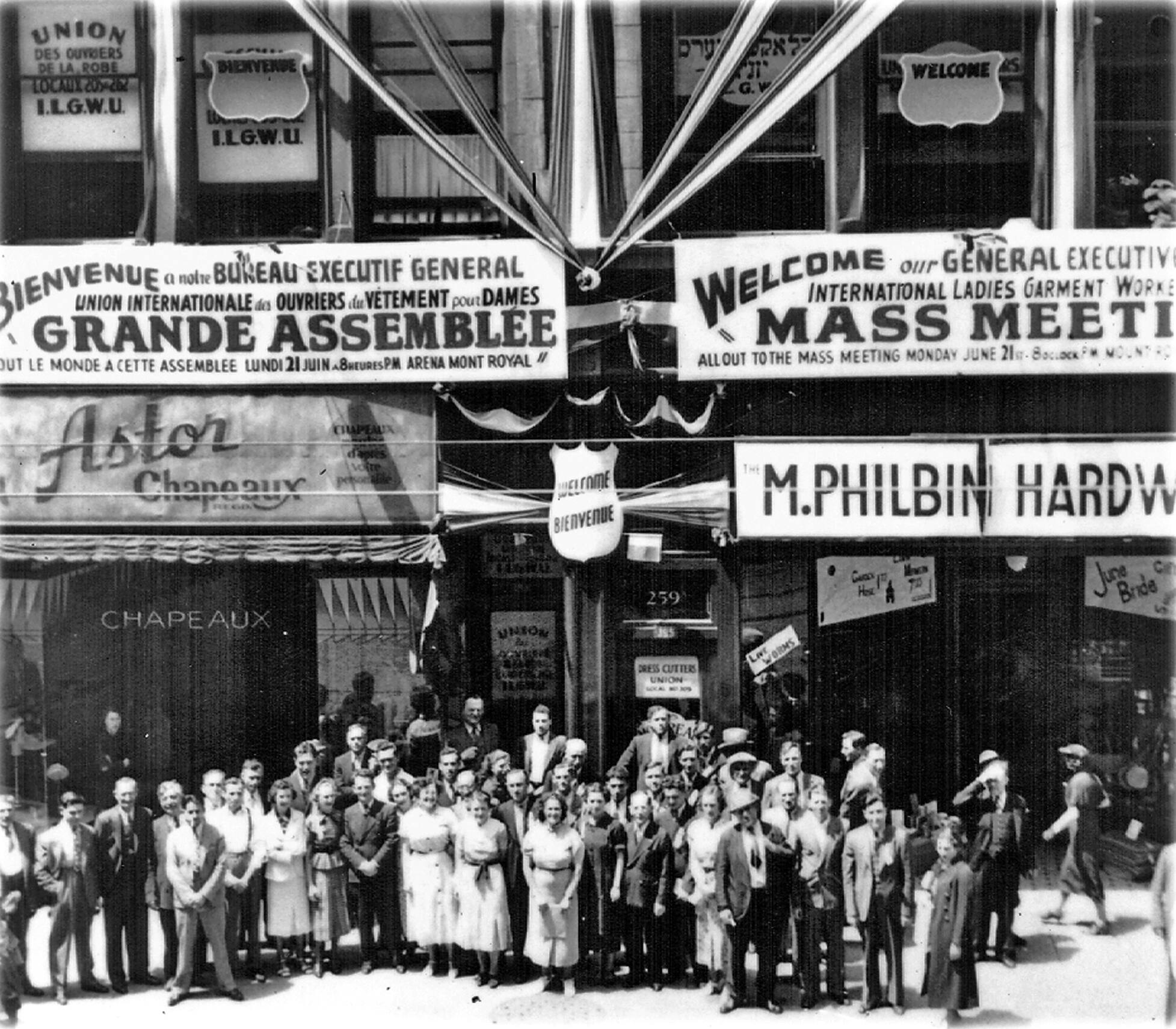
Grève des midinettes en 1937, rue Sainte-Catherine Ouest, Montréal.

La Grève des midinettes, contraction de « midi-dinettes », du fait que les ouvrières du textile étaient obligées de manger très rapidement durant leurs journées de travail, de 1937 au Québec, est un conflit syndical durant lequel plus de 5 000 ouvrières du textile se sont insurgées contre leurs conditions de travail. Cet événement marque un tournant dans l'histoire du syndicalisme mais aussi une grande avancée dans les conditions de travail des femmes. 

## Contexte

### Les mouvements syndicaux dans l'entre-deux-guerres au Québec
La crise des années 1930, entraîne au Québec comme dans tout l’Occident, une baisse considérable des salaires ouvriers et une accentuation du pouvoir des employeurs, notamment dans l’industrie du textile. Le secteur connaît des fermetures d'usine comme celle de Sherbrooke, où travaillent plus de six cents employés et les ouvriers s'organisent de plus en plus pour réclamer de meilleures conditions de travail. 
Dès le début de l'année 1937, plusieurs mouvements de grève s'organisent dans le secteur du textile, au Canada mais aussi en Europe ou aux États-Unis, où se déroule la même année à Washington, la Conférence tripartite internationale de l'industrie du textile rassemblant des syndicats d'ouvriers du textile du monde entier afin qu'ils puissent faire valoir leurs droits.  
Le syndicalisme est à son apogée durant cette période, avec des organisations nouvelles comme la Confédération des travailleurs catholiques du Canada ou l'Industrial Union of Needle Trades Workers qui rassemblent les ouvriers du textile. 
Une de ces organisations, l'Union internationale des ouvriers du vêtement pour dames (UIOVD) est particulièrement active durant les années 1930. C'est de cette organisation syndicale que sont issues les principales figures de la grève de 1937, notamment Léa Roback occupant le poste de directrice du service de l'éducation de l'UIOVD et Rose Pesotta (en), vice-présidente de ce même syndicat.  
En 1934, déjà, une grève importante est déclenchée à Montréal par près de 4 000 ouvrières de la confection revendiquant leurs droits sous la bannière de la Ligue d'unité ouvrière, un syndicat communiste. Cette grève se termine rapidement par une défaite mais pose les prémices de la grève de 1937.

### La loi du cadenas et les syndicalistes communistes
C'est finalement la Loi du cadenas, déclarée le 17 mars 1937 qui déclenche la grève des ouvrières du textile. Cette loi censée "protéger" la province de la propagande communiste, proposée par le gouvernement de Maurice Duplessis a pour but d'interdire la publication et la distribution de tout document jugé communiste mais sanctionne aussi les syndicalistes qui commencent à s'organiser pour améliorer leurs conditions de travail.
Cette loi a rapidement un grand impact chez les syndicalistes. Le mois suivant, lors de la promulgation de la loi, le journal Le Devoir exige la déportation de certains dirigeants syndicaux de l'Union internationale des ouvriers du vêtement pour dames, comme Rose Pesotta et Bernard Shane.
Ces arrestations censées faire peur, menacer les communistes et syndicalistes sont, au contraire, le point de départ de la grève des midinettes en avril 1937.

## Déroulement de la grève

### Prémices
La grève des midinettes se prépare dès septembre 1936, lorsque Bernard Shane et Rose Pesotta (en), membres de l'Union Internationale des ouvriers du vêtement pour dames à New-York, sont envoyés à Montréal afin de syndiquer les ouvrières du textile de la ville. Rapidement des figures québécoises comme Léa Roback, se joignent à leur cause et dès le 15 janvier 1937, une unité locale représentant les ouvrières est fondée. 
Cette unité a rapidement assez de membres pour tenter de négocier un contrat de travail, clair et juste, avec les 80 employeurs de la Guilde des manufacturiers du vêtement pour dames.

### Les revendications
Léa Roback, dans une entrevue avec Evelyn Dumas le 15 juin 1968, relate les conditions dans lesquelles travaillent les ouvrières du textile. 
"Ce milieu physique où il y avait des cafards qui se promenaient, où il n'y avait pas de confort. [...] Et le patron, si on lui faisait de l'œil un peu, ça marchait. Il y a eu des filles, tout ça est sorti quand on a commencé l'organisation, ces filles-là : Si tu fais la couchette avec moi, t'auras un bon paquet à  coudre, t'apporteras ça à la maison. [...] Elles n'arrivaient jamais à faire suffisamment de travail à l'usine pour gagner un salaire quelconque".
Yvette Charpentier dénonce elle aussi ces conditions dans une interview pour le journal Aujourd'hui, en 1967. 
"Mon Dieu, je peux pas vous parler des conditions, y en avait pas de conditions […]Y était question de pouvoir manger, d’essayer de manger, c’était ça le plus important à ce moment-là" .
En effet, les ouvrières travaillent de 50 à 80 heures par semaine, sur six jours et gagnent, à la semaine, entre 7 et 12,5 $. De plus, soumises à un harcèlement moral et sexuel de la part de leurs employeurs, elles pouvaient être virées sans raison officielle ou pouvaient se voir aléatoirement refuser le travail.
Les revendications sont diverses, on y retrouve : 
- la volonté d'une reconnaissance syndicale
- la semaine de 44 heures
- une hausse salariale générale de 50%
- l'interdiction du travail à domicile
- les heures supplémentaires payées à temps et demi

Elles dénoncent aussi leurs mauvaises conditions de travail liées à leur statut de femmes : 
- harcèlement
- manque de toilettes pour femmes
- absence de congés maternité
- insalubrité des locaux

### Les événements
Les tentatives de négociation avec la Guilde des manufacturiers pour dames n'entrainant par de réponse de cette dernière, le syndicat vote la grève le 7 avril 1937 et la déclenche la semaine suivante, le 15 avril.
Ce jour même, plus de 5 000 grévistes se rendent dans le quartier du textile afin d'empêcher leurs collègues d'aller travailler. Les usines de textiles sont alors rapidement à l'arrêt et le premier ministre du Québec tente de procéder à des arrestations, qui n'aboutissent pas car jugées illégales. 
Deux groupes d'employeurs se distinguent, le premier cherchant à s'allier aux grévistes de la Confédération des travailleurs catholiques du Canada, le second entamant les négociations avec l'UIOVD. C'est ce dernier qui parvient à trouver un accord avec les grévistes. Le 10 mai, après une dizaine d'heures de négociations, un contrat de travail est signé et la fin de la grève est annoncée. 

### Les conséquences
Concrètement les travailleuses obtiennent l'instauration de la semaine de 44 heures, d'un salaire minimum de 16 $ mais aussi la création d'un tribunal d'arbitrage pour les conflits du travail, ce qui participe à la mise en place de meilleures conditions de travail.
De plus, cette grève a permis aux travailleuses de l'industrie du textile de gagner en visibilité dans le domaine syndical et militant mais également sur la scène politique.
Cette grève a permis à des minorités, les femmes, la communauté juive, de s'affirmer dans l'espace public et les grandes figures du mouvement telle que Léa Roback restent, encore aujourd'hui, des modèles de syndicalisme et de féminisme.

## Les acteurs

### Figures principales

#### Léa Roback
Figure montante du militantisme avec un rôle important dans les élections fédérales canadiennes de 1935 où elle travaille pour le candidat communiste Fred Rose. Mais aussi personnalité féministe influente, elle devient membre active de Solidarité féminine, une organisation accompagnant les femmes nécessiteuses affectées par le chômage à Montréal.
Parlant l'anglais, le français et le yiddish, elle est dépêchée en 1936 par Rose Pesotta pour l'assister car cette dernière ne parle que l'anglais dans un milieu où 60 % des travailleuses sont francophones. Elle participe aussi à l'éducation des ouvrières en tant que responsable du comité d'éducation, en leur apprenant les langues ainsi que la lecture. Rapidement, elle devient plus qu'une responsable de l'éducation et se met à sensibiliser les ouvrières à la cause de l'UIOVD, par la distribution de feuillets syndicaux traduits en français, anglais et yiddish ou en allant directement chez ces dernières pour les convaincre personnellement.

#### Rose Pesotta
Rose Pesotta (en) s'implique très jeune dans le mouvement ouvrier. En 1914, alors qu'elle n'a que 17 ans, elle se joint à l'UIOVD, à New York, où elle joue rapidement un rôle important. Elle voyage régulièrement afin de faire grandir le mouvement ouvrier dans d'autres régions mais aussi d'autres pays. Ainsi, elle se retrouve à Montréal dans les années 1930 afin de syndicaliser les ouvrières du vêtement. C'est là qu'elle fait la rencontre de Léa Roback qui lui servira de porte-parole francophone. Pesotta parlant l'anglais et le yiddish produit dans le cadre de ce mouvement ouvrier, une émission de radio bilingue, ainsi qu'un journal.

#### Yvette Charpentier
Surnommée « la grande dame des midinettes », originaire de Montréal, c'est en Allemagne au tout début des années 1930, pendant la montée du nazisme, que naît sa vocation syndicaliste ainsi que son intérêt pour le communisme. 

En 1932, elle rentre à Montréal et ouvre la première librairie marxiste de la ville. Puis, en 1936 rejoint l'UIOVD, sous la demande de Claude Jodoin qui lui garantit que les conditions de travail vont évoluer. Dès lors, elle va prononcer un discours afin d'encourager ses collègues à la suivre.
« ou bien nous demeurons des esclaves ou bien nous devenons des femmes libres. »
 Elle occupera alors le poste de directrice de l'éducation et jouera un rôle clé dans le recrutement des ouvrières à l'UIOVD.

### Leurs alliés
Ce mouvement ouvrier, bien que centré sur la lutte des femmes, reçoit de nombreux appuis, notamment celui du Conseil des métiers et du travail de Montréal ainsi que de la centrale new-yorkaise, faisant partie de la Fédération américaine du travail, qui investit des ressources importantes pour la grève. Des personnalités masculines comme Bernard Shane et Claude Jodoin se démarquent aussi dans cette lutte.
Bernard Shane s'implique sérieusement dans le débat syndical dès 1934 où il parvient à faire mettre en place un contrat de travail pour les tailleurs. Peu de temps après, il met en place l'UIOVD, mouvement duquel il est directeur et s'entoure de Claude Jodoin. Ce dernier aura le rôle de négociateur et va participer activement au recrutement de nouveaux membres dont Yvette Charpentier.